# Traktat Elizejski

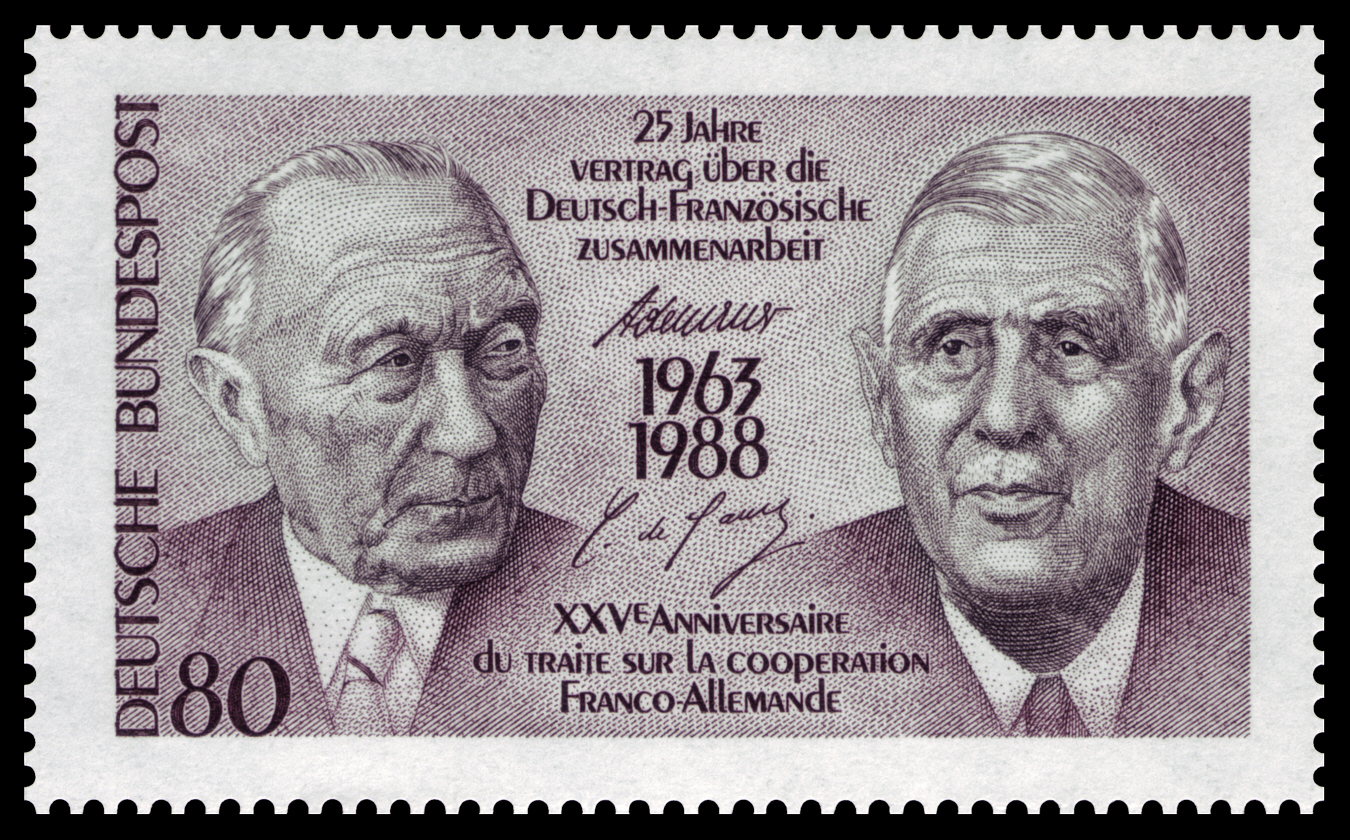
Konrad Adenauer i Charles de Gaulle

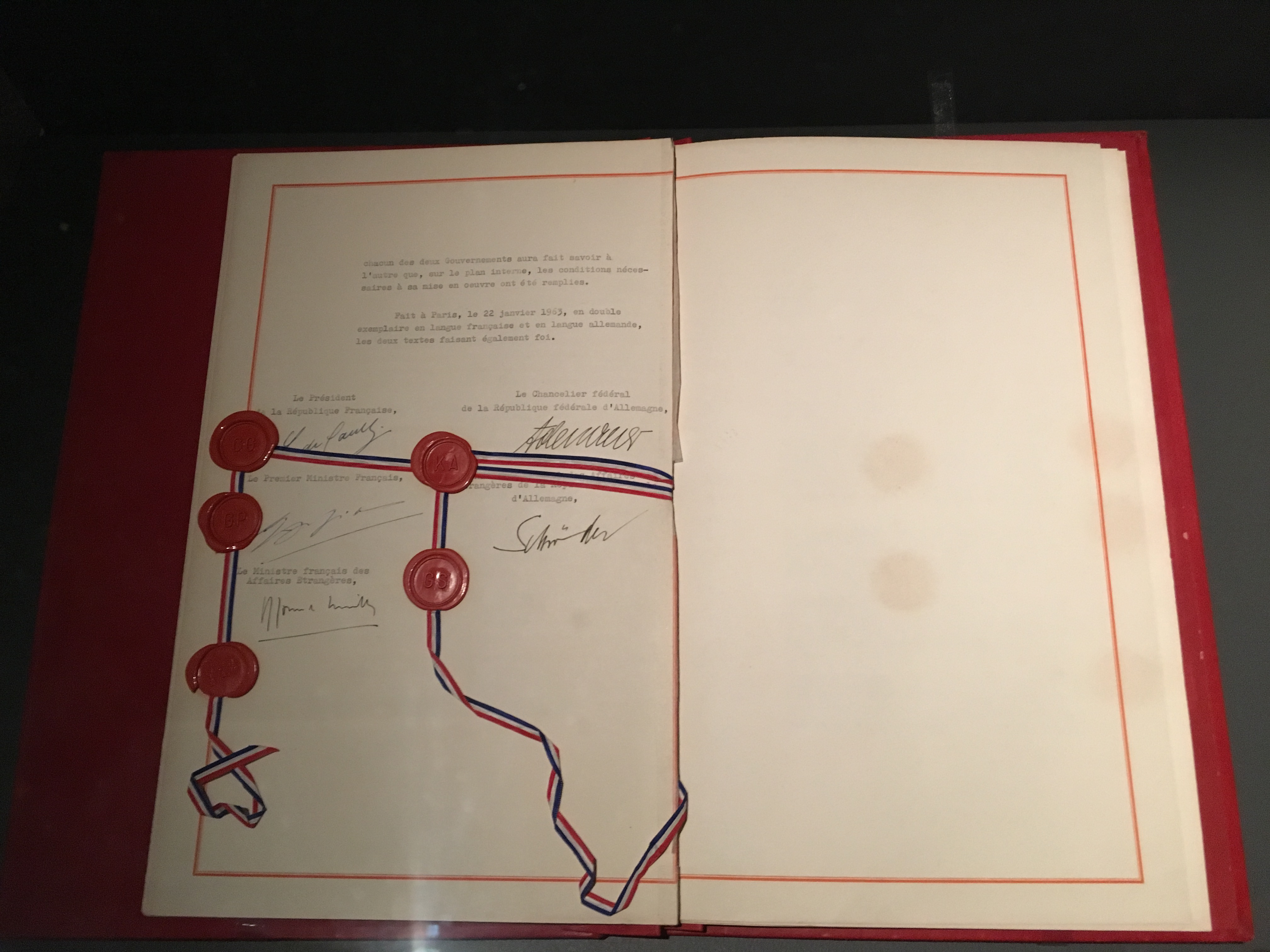
Podpisy pod Traktatem Elizejskim

Traktat Elizejski, znany również jako Traktat Przyjaźni – zawarty został przez Charles’a de Gaulle’a i Konrada Adenauera 22 stycznia 1963.

## Historia
Traktat Elizejski realizował jeden z kierunków polityki generała Charles’a de Gaulle’a. Podpisany w Paryżu, przewidywał regularne konsultacje obydwu szefów państw i rządów (co najmniej raz do roku), ministrów spraw zagranicznych i obrony (co najmniej raz na trzy miesiące), szefów sztabów generalnych i ministrów ds. młodzieży oraz wysokich urzędników ministerstw spraw zagranicznych (co najmniej raz na miesiąc). Co ważniejsze jednak, z punktu widzenia rozwoju współpracy w zakresie szkolnictwa, powoływał wspólną komisję do spraw młodzieży.